# Evžen
Evzen oder Evžen ist ein männlicher Vorname.

## Herkunft
Der Name ist eine Variation bzw. tschechische Übersetzung des Namens Eugen, weswegen er auch in dieser Region verwendet wird.
Er stammt aus dem Altgriechischen und besteht aus den Elementen eu (gut) und genos (Geschlecht, Abstammung). Er bedeutet so viel wie wohlgeboren, von edler Herkunft. In Deutschland ist der Name im 18. Jh. bekanntgeworden durch Prinz Eugen von Savoyen. 

## Namensträger
- Evžen Tošenovský (* 1956), tschechischer Politiker
- Evžen Illín (1924–1985), tschechoslowakischer Komponist
- Evžen Rošický (1914–1942), tschechoslowakischer Leichtathlet, Sportjournalist und Widerstandskämpfer
- Evžen Hadamczik (1939–1984), tschechischer Fußballspieler und -trainer
- Evžen Zámečník (1939–2018), tschechischer Komponist, Dirigent und Musiker

## Einzelnachweis
1. ↑  Vorname Evzen - Bedeutung, Herkunft, Namenstag zum Jungenname, tschechisch. Abgerufen am 14. März 2019.